# Marco Kana
Marco Kana (* 8. August 2002 in Kinshasa, DR Kongo) ist ein belgischer Fußballspieler, der beim Erstligisten RSC Anderlecht unter Vertrag steht. Der Defensivspieler ist seit Oktober 2020 belgischer U 21-Nationalspieler.

## Karriere

### Verein
Der in der Demokratischen Republik Kongo geborene Kana zog mit seiner Familie in jungen Jahren nach Belgien. Mit fünf Jahren begann er beim RSC Anderlecht in der Hauptstadt Brüssel mit dem Fußballspielen. Bei den Paars-wit spielte er in diversen Juniorenauswahlen auf der Position des defensiven Mittelfeldspielers und war später Kapitän der U18-Mannschaft. Im April 2019 unterzeichnete er im Alter von 16 Jahren seinen ersten professionellen Vertrag. Unter den neuen Übungsleitern Simon Davies und Vincent Kompany wurde er zur Saison 2019/20 in den Kader der ersten Mannschaft befördert. Sein Debüt in der höchsten belgischen Spielklasse gab er am 4. August (2. Spieltag), als er beim 0:0-Unentschieden gegen Royal Excel Mouscron in der zweiten Halbzeit für Philippe Sandler eingewechselt wurde. In seinem ersten Startelfeinsatz am 20. Oktober (11. Spieltag) erzielte der nunmehrige Innenverteidiger beim 4:1-Heimsieg gegen den VV St. Truiden nach einem Corner ein Kopfballtor. Unter dem neuen Cheftrainer Franky Vercauteren stieg er in der Folge zum Stammspieler auf, trotz seiner für einen Innenverteidiger geringen Körpergröße von 1,78 Meter. In dieser Spielzeit bestritt er 15 Ligaspiele, in denen er einen Torerfolg verbuchen konnte. Am 17. Juni 2020 wurde sein Vertrag bis zum Ende der Saison 2023 verlängert.
In der Saison 2020/21 bestritt er acht von 40 möglichen Ligaspielen für Anderlecht sowie zwei Pokalspiele. Bei seinen drei Ligaspielen im Jahr 2021 handelte es dabei um Einwechselungen kurz vor Spielende. In der Saison 2021/22 stand er bei 10 von 40 möglichen Ligaspielen für Anderlecht auf dem Platz – vier in der Hauptrunde (drei dabei wieder nur wenige Minuten) und alle sechs in der Meister-Play-off-Runde (drei über die volle Spiellänge und drei, wo er von Anfang spielte und im Laufe der 2. Halbzeit ausgewechselt wurde). Hinzu kamen zwei Pokalspiele und ein Qualifikationsspiel zur Conference League. In der nächsten Saison kam er zu 9 von 34 möglichen Ligaspielen sowie sieben Spiele im Europapokal. Dabei fiel er von Oktober 2022 bis zum Jahreswechsel wegen einer Beckenverletzung und nach einem Spiel erneut von Mitte Januar 2023 bis Mitte März 2023 wegen einer Zehenverletzung aus. Zum Aufbau nach diesen Verletzungspausen bestritt er drei Spiele in der U 23-Mannschaft, die in der Division 1B spielt.
In der Saison 2023/24 wurde er bei zwei der ersten fünf Ligaspielen eingesetzt. Anfang September 2023 wurde er für den Rest der Saison an den Ligakonkurrenten KV Kortrijk ausgeliehen. Hier bestritt er 20 von 31 möglichen Ligaspielen und zwei Pokalspiele.
In der Saison 2024/25 gehörte er wieder zum Kader des RSC Anderlecht. Zu Beginn der Saison fiel er aufgrund einer Verletzung auf, wurde dann aber auch danach nicht eingesetzt. Erst in den Meister-Play-off kam er zu seinem einzigen Einsatz in dieser Saison.

### Nationalmannschaft
Von März bis Mai 2018 absolvierte Marco Kana vier Länderspiele für die belgische U16-Nationalmannschaft, in denen er einmal traf. Anschließend absolvierte er in einem Jahr 14 Einsätze für die U17. Seit November 2019 spielte er für die U19.
Ab Oktober 2020 bestritt er mit der belgischen U 21-Nationalmannschaft Qualifikationsspiele zur U 21-Europameisterschaft, gehörte aber bei der Endrunde 2023 nicht zum Kader.